# Steven Nzonzi
Steven Nkemboanza Mike Christopher Nzonzi (født 15. december 1988 i Paris, Frankrig) er en fransk fodboldspiller (defensiv midtbane), der spiller i Spanien for Sevilla FC.

## Klubkarriere
Nzonzi startede sin seniorkarriere hos Amiens SC i hjemlandet, der også havde været hans klub i de sidste år af hans tid som ungdomsspiller. Han markerede sig for klubben i Ligue 2, og blev i sommeren 2009 solgt til engelske Blackburn Rovers. Han debuterede for klubben 15. august samme år i en Premier League-kamp mod Manchester City.
Efter tre år og 86 Premier League-kampe for Blackburn forlod Nzonzi klubben i sommeren 2012, efter den var rykket ned i The Championship. Han skiftede i stedet til Stoke City for en pris på 3,5 millioner britiske pund. Her spillede han de følgende tre år, og blev efter sæsonen 2014-15 kåret til Årets spiller i klubben.
I sommeren 2015 solgte Stoke Nzonzi til den spanske La Liga-klub Sevilla FC for en pris på 7 millioner pund. Han blev udvist i sin debut for klubben, der faldt 22. august samme år i et opgør mod Málaga. I sin første sæson var han med til at vinde Europa League-finalen mod Liverpool, og Nzonzi spillede hele kampen, som Sevilla vandt 3-1.

## Landshold
Nzozni står (pr. maj 2018) noteret for to kampe for det franske landshold, som han debuterede for 10. november 2017 i en venskabskamp mod Wales. Han blev udtaget til sin første slutrunde året efter, da han var en del af den franske trup til VM 2018 i Rusland.
Nzonzi spillede desuden i årene 2009-10 seks kampe for det franske U/21-landshold.